# Maria Josepha van Saksen (1867-1944)

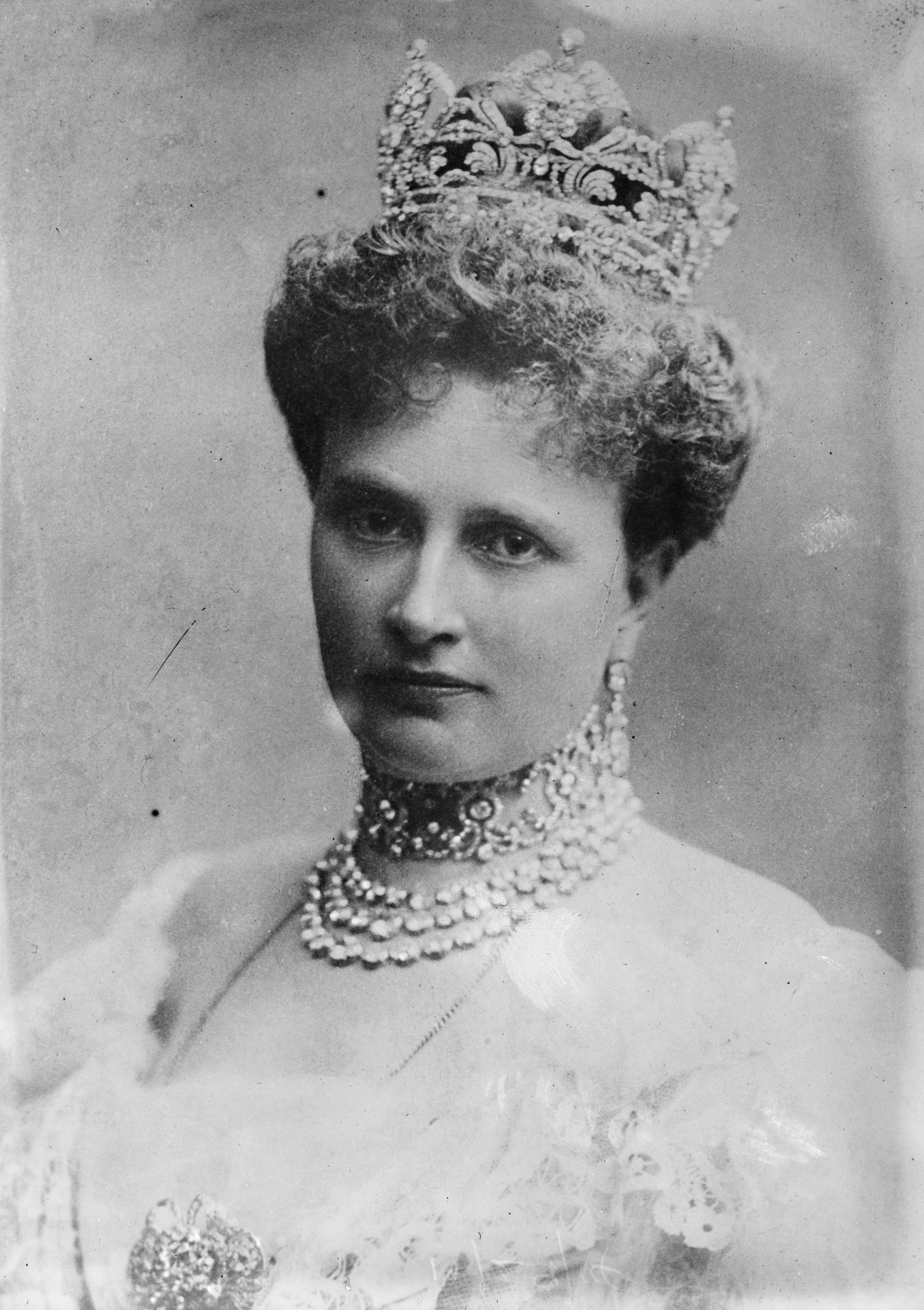
Maria Josepha

Maria Josepha Louise Philippine Elisabeth Pia Angelika Margaretha (Dresden, 31 mei 1867 – Schloss Wildenwart, Opper-Beieren, 28 mei 1944), prinses van Saksen, aartshertogin van Oostenrijk, was de dochter van koning George van Saksen en van Maria Anna van Portugal en de moeder van keizer Karel I van Oostenrijk.

## Leven
Prinses Maria Josepha werd in 1867 geboren als de vierde dochter van prins George van Saksen, de latere koning van Saksen, en diens echtgenote Maria Anna, dochter van koningin Maria II van Portugal en van koning Ferdinand II van Portugal. Maria Josepha was ook de zuster van de latere koning van Saksen, Frederik August III
Op 2 oktober 1886 trouwde ze op 19-jarige leeftijd met aartshertog Otto Frans van Oostenrijk, een achterkleinzoon in mannelijke lijn van keizer Frans II en de broer van  Frans Ferdinand van Oostenrijk-Este, die later als troonopvolger vermoord zou worden in Sarajevo. Uit het huwelijk van Maria Josepha en Otto Frans werden twee kinderen geboren:
- Karel (17 augustus 1887 - 1 april 1922), de latere keizer van Oostenrijk
- Maximilian Eugen (13 april 1895 – 19 januari 1952), gehuwd met prinses Franziska Maria van Hohenlohe-Waldenburg-Schillingsfürst

Hun huwelijk was niet erg gelukkig; Otto Frans stond bekend als “womanizer”. Maria Josepha vond hulp bij haar geloof om het gedrag van haar echtgenoot te verdragen. Ze hoopte dat hun kinderen niet zouden worden beïnvloed door hun vaders gedrag en was dan ook blij dat haar echtgenoot vaak weg was. Otto Frans stierf in 1906, dus Maria Josepha leefde nog vele jaren door zonder haar man.
Tijdens de Eerste Wereldoorlog was ze zuster in het Augarten Paleis te Wenen, dat was veranderd in een ziekenhuis. Na de oorlog, in 1919, verliet ze Oostenrijk met haar onttroonde zoon Karel en haar schoondochter Zita en ging ze met hen in ballingschap.
Maria Josepha stierf uiteindelijk op Schloss Wildenwart in Opper-Beieren en werd begraven in de Kapuzinergruft, de keizerlijke crypte in Wenen.

## Voorouders
| Voorouders van Maria Josepha van Saksen | Voorouders van Maria Josepha van Saksen                                    | Voorouders van Maria Josepha van Saksen                                    | Voorouders van Maria Josepha van Saksen                                           | Voorouders van Maria Josepha van Saksen                                           | Voorouders van Maria Josepha van Saksen                                                                             | Voorouders van Maria Josepha van Saksen                                                                             | Voorouders van Maria Josepha van Saksen                                        | Voorouders van Maria Josepha van Saksen                                        |
| --------------------------------------- | -------------------------------------------------------------------------- | -------------------------------------------------------------------------- | --------------------------------------------------------------------------------- | --------------------------------------------------------------------------------- | --- | --- | ------------------------------------------------------------------------------ | ------------------------------------------------------------------------------ |
| Overgrootouders                         | Maximiliaan van Saksen (1759-1838) ∞ 1792 Carolina van Parma (1770-1804)   | Maximiliaan van Saksen (1759-1838) ∞ 1792 Carolina van Parma (1770-1804)   | Maximiliaan I Jozef van Beieren (1756–1825) ∞ 1897 Caroline van Baden (1776-1841) | Maximiliaan I Jozef van Beieren (1756–1825) ∞ 1897 Caroline van Baden (1776-1841) | Ferdinand George August van Saksen-Coburg-Saalfeld-Koháry (1785-1851) ∞ 1816 Antonia Koháry (1797-1862) (1801–1877) | Ferdinand George August van Saksen-Coburg-Saalfeld-Koháry (1785-1851) ∞ 1816 Antonia Koháry (1797-1862) (1801–1877) | Peter I van Brazilië (1798-1834) ∞ 1817 Leopoldine van Oostenrijk (1797-1826)  | Peter I van Brazilië (1798-1834) ∞ 1817 Leopoldine van Oostenrijk (1797-1826)  |
| Grootouders                             | Johan van Saksen (1801-1873) ∞ 1822 Amalia Augusta van Beieren (1801–1877) | Johan van Saksen (1801-1873) ∞ 1822 Amalia Augusta van Beieren (1801–1877) | Johan van Saksen (1801-1873) ∞ 1822 Amalia Augusta van Beieren (1801–1877)        | Johan van Saksen (1801-1873) ∞ 1822 Amalia Augusta van Beieren (1801–1877)        | Ferdinand II van Portugal (1816-1885) ∞ 1836 Maria II van Portugal (1819-1853)                                      | Ferdinand II van Portugal (1816-1885) ∞ 1836 Maria II van Portugal (1819-1853)                                      | Ferdinand II van Portugal (1816-1885) ∞ 1836 Maria II van Portugal (1819-1853) | Ferdinand II van Portugal (1816-1885) ∞ 1836 Maria II van Portugal (1819-1853) |
| Ouders                                  | George van Saksen (1832-1904) ∞ 1859 Maria Anna van Portugal (1843-1884)   | George van Saksen (1832-1904) ∞ 1859 Maria Anna van Portugal (1843-1884)   | George van Saksen (1832-1904) ∞ 1859 Maria Anna van Portugal (1843-1884)          | George van Saksen (1832-1904) ∞ 1859 Maria Anna van Portugal (1843-1884)          | George van Saksen (1832-1904) ∞ 1859 Maria Anna van Portugal (1843-1884)                                            | George van Saksen (1832-1904) ∞ 1859 Maria Anna van Portugal (1843-1884)                                            | George van Saksen (1832-1904) ∞ 1859 Maria Anna van Portugal (1843-1884)       | George van Saksen (1832-1904) ∞ 1859 Maria Anna van Portugal (1843-1884)       |
| 'Maria Josepha van Saksen (1867-1944)'  |                                                                            |                                                                            |                                                                                   |                                                                                   | | |                                                                                |                                                                                |